# Jun Mayuzuki
Jun Mayuzuki (japanisch 眉月 じゅん Mayuzuki Jun, * 27. April 1983 in Yokohama) ist eine japanische Mangaka.

## Werdegang und Werk
Mayuzukis erste kommerziell veröffentlichte Serie war 2013 Iromon!, die zehn Kapitel erreichte. Ihre von 2015 bis 2018 erschienene Serie After the Rain, eine humorvolle Liebesgeschichte zwischen einer Schülerin und einem älteren Restaurantmanager, kam ab 2018 auch bei Altraverse auf Deutsch heraus und wurde im gleichen Jahr als Anime und Kinofilm umgesetzt. Der Manga wurde mit dem Shōgakukan-Manga-Preis in der allgemeinen Kategorie ausgezeichnet. Ebenfalls zweifach verfilmt wurde auch die seit 2019 folgende Serie Kowloon Generic Romance. Sie erzählt eine romantische Geschichte mit übernatürlichen Elementen, die in der Kowloon Walled City spielt. Mayuzukis Geschichten richten sich an eine junge männliche Leserschaft und sind romantische Dramen und Komödien.

## Bibliografie (Auswahl)
- Iromon! (いろもん!, 2013)
- After the Rain (恋は雨上がりのように Koi wa Ameagari no Yō ni, 2015–2018, 10 Bände)
- Sayonara Daisy (さよならデイジ, 2018, 1 Band)
- Kowloon Generic Romance (九龍ジェネリックロマンス, seit 2019, 10 Bände)